# Cyphon sulcatipenne
Cyphon sulcatipenne là một loài bọ cánh cứng trong họ Scirtidae. Loài này được Pic mô tả khoa học năm 1936.